# Juana de Arco (película de 1999)
Juana de Arco (original: Jeanne d'Arc), también conocida internacionalmente como The Messenger: The Story of Joan Of Arc ("La Mensajera: la historia de Juana de Arco"), es una película francesa histórica-dramática de 1999 coescrita y dirigida por Luc Besson. Es protagonizada por Milla Jovovich, Tchéky Karyo, Vincent Cassel, John Malkovich, Faye Dunaway y Dustin Hoffman. La música fue compuesta por Eric Serra. La película cuenta la historia de Juana de Arco, la famosa heroína de guerra del siglo XV y mártir religioso.
Otra película basada en la vida de Juana de Arco y estrenada en 1999, protagonizada por Leelee Sobieski, fue realizada para la televisión casi al mismo tiempo que la película de Besson.

## Argumento
La historia comienza con Juana siendo una niña pequeña (interpretada por Milla Jovovich), confesando sus pecados en una iglesia (por segunda o tercera vez en el mismo día). El sacerdote está asombrado con que Juana sea tan profundamente religiosa y le pregunta si todo va bien por casa, con su familia y con sus amigos. Nada parece ir mal en su vida, y el sacerdote comprende que es una chica muy religiosa. Ella sale saltando de la iglesia, agradecida de haber sido perdonada por Dios y Jesús, pero volviendo a casa se extravía, se encuentra una espada y tiene una visión violenta y sobrenatural. Toma la espada y regresa a su pueblo, ahí es cuando ve que el ejército invasor inglés ha comenzado a quemarlo todo. Juana, mientras estaba escondida en su casa, observa cómo su hermana mayor es violada y asesinada. Después de sobrevivir al ataque, Juana se va a vivir con unos familiares lejanos. Ella le confiesa al cura que quiere olvidar a sus enemigos (como enseña la Biblia) pero que no puede hacerlo.
En Chinon (donde se ve a un niño pequeño luchando con un guarda de palacio), los partidarios de la dinastía Valois pretenden coronar al Delfín Carlos como rey de Francia, reciben un mensaje de Juana, en el que pide un ejército para liderar, frente a los ingleses. Carlos VII piensa que debería verse con ella, pero sus consejeros le advierten de que podría ser una asesina. La madrastra del rey, Yolanda de Aragón, le dice que debería ir a ver a Juana, ya que la gente piensa que ella puede salvar a Francia de los ingleses.
Juana llega a Chinon, y Carlos VII vuelve a ser advertido de la posibilidad de que Juana sólo quiera matarle. Carlos VII idea un plan, tomando a un servidor como doble suyo, de tal manera que si alguien intenta matarlo, acabaría con la vida del hombre equivocado y si ella viene mandada realmente por Dios debería saber quién sería el verdadero futuro rey. Juana se sitúa delante del trono, pero le dice al hombre que está sentado ahí, Jean d'Aulon, que es un buen hombre, pero que él no es Carlos VII. Entonces la persona que había anunciado a Jean d'Aulon falsamente como Carlos VII, le dice que el verdadero Delfín está entre la multitud y le pide que lo identifique.
Caminando a través de la habitación llena de gente, ella milagrosamente encuentra a Carlos VII en la esquina y comienza a mirarlo fijamente, al mismo tiempo que él comienza a respirar fuertemente. Los tres caballeros guardias de Carlos VII (el Duque de Alençon, Gilles de Rais y La Hire) evitan que Juana se acerque más al Delfín poniendo sus dagas en su cuello. Carlos le dice a los caballeros que bajen la guardia, y Juana le dice: "Tengo un mensaje del Rey de los Cielos para ti, y sólo para ti". En una habitación privada, Juana le habla de sus visiones, y de que debe liderar al ejército francés a la victoria contra los ingleses, y sólo entonces él llegará a ser el Rey de Francia. Carlos le dice a Juana que descanse y encarga a Aulon ser su asistente.
La corte real se mantiene todavía renuente a darle a Juana un ejército, y quieren probar que ella ha sido mandada por Dios. Deciden examinar si ella es o no virgen y ella afirma que sí lo es. Ellos llegan a la conclusión de que no posee ningún signo de corrupción y que está intacta. La evaluación continúa, y ellos le preguntan si su conocimiento sobre la guerra es lo suficientemente bueno como para comandar a un ejército, además le preguntan si puede probar que realmente viene mandada por Dios, pero ella alega que no viene para soportar bromas, y que el hecho de haber marchado a través de las líneas enemigas en Chinon, evitando la muerte, debería ser prueba suficiente.
Juana, con armadura y con un estandarte largo y blanco, lidera al ejército francés a Orléans que estaba bajo el mando militar de Juan de Dunois, el bastardo de Orleans, que estaba sitiado por los ingleses. Juana llega junto con su asistente Aulon y con el primo de Carlos VII: el duque de Alençon, con Gilles de Rais y La Hire. Cuando Dunois le pregunta sobre cómo vencer a los ingleses, ella sugiere atacar el Boulevard des Tourelles, la posición más fortificada de los ingleses. Dunois y los caballeros dicen que el plan es temerario y sin sentido, y Dunois dice que no están acostumbrados a recibir órdenes de una chica. Juana furiosa le da una bofetada a La Hire, que se estaba burlando, y, con la ayuda de Aulon, corta su pelo para dejarlo como el de un hombre. Ella manda una carta al ejército inglés, en la que les pide educadamente su rendición. El capitán de los ingleses le responde gritando: "¡Que se jodan!".
La batalla en el fuerte St. Loup comienza la siguiente mañana sin Juana, probablemente bajo órdenes de Dunois, que se mostraba escéptico sobre Juana. Cuando ella llega al campo de batalla, los soldados franceses se están retirando. Furiosa por la desobediencia de sus soldados, ella acaba con la retirada y lidera a su ejército hacia otra carga. Su caballo salta dentro del fuerte y ella corta con la espada la cuerda del puente levadizo, permitiendo a su ejército entrar y hacerse con él. Después, los franceses recuperan un lanzapiedras que los caballeros de Xaintrailles quien es un oficial de Dunois, claman como suyo. Con el fuerte tomado, su siguiente objetivo es derrotar al comandante Sir William Glasdale, una empresa mucho más difícil de conseguir. Juana le da otra oportunidad a los ingleses de rendirse, pero ellos se niegan.
Dunois y los caballeros comienzan un plan táctico en la iglesia de San Agustín, ante las fortificaciones de Tourelles. Sin embargo, Juana precipitadamente lidera a los soldados franceses hacia Tourelles, donde el preparado ejército defensor inglés inflige serias bajas en los atacantes franceses. Mientras subía por una escalera para sobrepasar los muros del fuerte, Juana recibe un impacto de flecha en el pecho. Las tropas reciben la orden de retirada de un enfurecido Dunois y, Juana apenas sobrevive gracias a la ayuda de los caballeros. Después de que el capitán inglés la sigue insultando en la mañana siguiente ella lidera el segundo haciéndolo nuevamente de forma espontánea y sin contar con la opinión de Dunois ni de los caballeros. Los franceses consiguen levantar una torre de asedio y además consiguen derribar el puente levadizo usando la torre como puente para entrar al fuerte exterior. El fuerte interior todavía no ha sido tomado, y éste está protegido por una gran puerta. Para solucionarlo lanzan flechas con fuego a la puerta y los ingleses responden con una andanada de un lanzador múltiple de flechas que provoca también muertes por fuego amigo, también construyen un ariete improvisado y atacan la puerta, en ese momento comienza la última parte de la batalla cuando Juana tiene otra visión, esta vez aparece Jesús gritando y sangrando por la cabeza de forma violenta. Juana, horrorizada con la carnicería que resultó del combate siente el conflicto que se le presenta con la victoria, debido al gran número de muertos que habrá al finalizar ésta.
El ejército inglés se reagrupa en la otra parte del río. Ambos ejércitos se enfrentan esta vez en un gran descampado. Juana cabalga hacia el ejército inglés suplicándoles que se rindan y que vuelvan a Inglaterra. Los arqueros ingleses avanzan, lo que obliga a los arqueros franceses a prepararse. La caballería inglesa entonces se retira y la infantería no deja otra oportunidad a Sir William Glasdale que retirarse dejando una línea de piqueros para cubrir el repliegue. Dunois y los caballeros franceses se quedan asombrados con esta inesperada retirada de Orléans.
Juana ha liberado Orléans. Cuando se le informa de esto, el duque de Bedford, regente del rey menor de edad, Enrique VI de Inglaterra, dice que quiere a Juana de Arco quemada. Juana regresa a Reims para asistir a la solemne, espléndida y emocional conoronación de Carlos VII de Francia. Sus campañas militares continúan a los muros de París. Los 10 000 refuerzos de Juana nunca llegan. Ella le pide a Carlos VII que le dé otro ejército, pero él dice que lo único que quiere hacer es volver a casa, explicándole que ahora prefiere la diplomacia a la guerra y que sus servicios ya no eran necesarios. Viendo como Juana comenzaba a convertirse en un estorbo político, Carlos conspira para que Juana sea capturada por las fuerzas enemigas. Ella es hecha prisionera en Compiègne. Ella se encuentra brevemente con el duque de Borgoña, el cual la vende a los ingleses.
Cuando Juana es trasladada a Rouen, una ciudad francesa bajo la ocupación inglesa, un misterioso hombre con barba, vestido de negro y con capucha, que representa su "conciencia", de repente aparece y comienza a cuestionar a Juana sobre sus visiones, culpándola del crimen religioso de herejía por decir que recibía signos de Dios. Cuando está siendo procesada, ella se niega a cooperar. Su defensa causa alboroto en la sala, y Pierre Cauchon, el obispo de Beauvais, decide que el caso debería ser estudiado de forma privada. El capitán Buck, superviviente de Les Tourelles le dice a Cauchon que la iglesia debe condenar y ejecutar a Juana de Arco por herejía debido a que los soldados ingleses tienen miedo de seguir luchando mientras ella siga viva. Sin embargo, el obispo está preocupado por condenar a una chica cristiana que verdaderamente ha recibido visiones y signos de Dios si bien eso no tiene la mínima trascendencia para el inglés, que pretende una venganza personal contra Juana.
La "Conciencia" de Juana aparece en prisión y continúa cuestionando sus visiones. La espada era una espada en el campo, dice ella. Él le da muchas explicaciones razonadas de por qué una espada podría haber aparecido en un campo, y le muestra lo irracional que es su idea de Dios dándole una espada. Sobre los cargos que se le imputaban, a Juana se le ofrece un pacto, el obispo le pide que firme unos documentos a cambio de escuchar su última confesión. Mientras firma, la "conciencia" le dice a Juana que ella ya ha firmado un pacto negando a Dios. El aliviado obispo muestra la firma de retractación a los ingleses y les dice que Juana ya no puede ser quemada por hereje y que ahora sólo el gobierno inglés, y no la Iglesia, pueden convertirla en un mártir.
Los frustrados ingleses idean una forma de ejecutar a Juana por las autoridades eclesiásticas en vez de por ellos. Los soldados ingleses van a la celda de Juana, le arrancan la ropa y le dan ropas de hombre. Ellos le dicen a Cauchon que ella había pedido llevar otra apariencia, lo que sugiere que ella es mala y por ello debe ser quemada inmediatamente. A pesar de sospechar de que los ingleses la habían forzado a vestir esas ropas, Cauchon no hace nada y abandona a Juana a su destino, sin escuchar su última confesión. La "Conciencia", sin embargo, aparece ante Juana y se ofrece a escuchar su última confesión: los signos que ella vio eran sólo los que ella quería ver y no provenían de Dios; ella luchó en nombre de su hermana por venganza, ella admite haber sido egoísta y cruel. Satisfecha, La Conciencia absolve a Juana de sus pecados y ella acepta la única extremaunción posible. Poco después Juana es quemada hasta la muerte en la plaza de Rouen el 30 de mayo de 1431, con sólo 19 años de edad. Una posdata añade que Juana de Arco fue canonizada como Santa por parte de la misma religión que la había condenado y ejecutado, en el siglo XX.

## Reparto
- Milla Jovovich - Juana de Arco
- John Malkovich - Carlos VII de Francia
- Tchéky Karyo - Jean de Dunois
- Vincent Cassel - Gilles de Rais
- Faye Dunaway - Yolanda de Aragón
- Dustin Hoffman - La conciencia
- Pascal Greggory - Juan II de Alençon
- Richard Ridings - La Hire
- Desmond Harrington - Jean d'Aulon
- David Gant - Duque de Bedford
- Timothy West - Pierre Cauchon
- Rab Affleck - Camarada
- Stéphane Algoud - Centinela
- Edwin Apps - Obispo
- David Bailie, David Barber, Brian Poyser y Dominic Borrelli - Jueces ingleses
- Christian Barbier y Christian Bergner - Capitanes
- Andrew Birkin - John Talbot
- John Boswall - Viejo sacerdote
- Vincent Regan - Buck

## Recepción
Aunque los productores de la película alegaban que ésta estaba estrechamente relacionada con la historia de Juana de Arco, algunos estuvieron en desacuerdo, criticando la distorsión en la forma de representar las escenas de batallas medievales. Los críticos de cine dieron muchos tipos de opiniones, algunos catalogando a los diálogos de "cursis".

## Fidelidad histórica
La escena en la que Juana presencia el asesinato de su hermana y su posterior violación es completamente una construcción ficticia. Juana y su familia abandonaron la aldea antes de que fuera atacada, y fue atacada por los burgundios, no por los ingleses. Además, en la película Juana aparece teniendo visiones siendo una niña pequeña, cuando la Juana histórica afirmó que empezó a tener visiones a los 13 años. En la película Juana aparece tomando la espada del campo de batalla siendo una niña, cuando en realidad no encontró la espada hasta muchos años después, siendo prácticamente adulta.
Hayward da crédito a Besson por mostrar la colaboración entre los burgundios y los ingleses con más fidelidad que anteriores cineastas. Muchas frases durante las escenas del juicio de Juana son sacadas verbatim de la transcripción del juicio real a Juana. Juana es mostrada recibiendo ambas heridas que recibió en la vida real (una flecha por encima del pecho y más tarde una flecha en la pierna). El examen de la virginidad de Juana fue una prueba real que tuvo que pasar para demostrar su mérito.